# Pwnie Awards
O Pwnie Awards é uma premiação de cunho humorístico que reconhece as pessoas e os eventos de maior impacto para a comunidade hacker.